# إلياس بي. سيلي
إلياس بي. سيلي هو محامي وسياسي أمريكي، ولد في 10 نوفمبر 1791 في بريدجتون في الولايات المتحدة، وتوفي في 23 أغسطس 1846 في ترنتون في الولايات المتحدة. نشط حزبياً في حزب اليمين. وقد انتخب حاكم نيو جيرسي ‏ (27 فبراير 1833 – 23 أكتوبر 1833).